# Garris
Garris är en kommun i departementet Pyrénées-Atlantiques i regionen Nouvelle-Aquitaine i sydvästra Frankrike. Kommunen ligger i kantonen Saint-Palais som tillhör arrondissementet Bayonne. År 2022 hade Garris 317 invånare.

## Befolkningsutveckling
Antalet invånare i kommunen Garris
| Referens: INSEE |